# Puto antioquensis
Puto antioquensis är en insektsart som först beskrevs av Murillo 1931.  Puto antioquensis ingår i släktet Puto och familjen ullsköldlöss.
Artens utbredningsområde är Colombia. Inga underarter finns listade i Catalogue of Life.